# ألفريد نوسيج

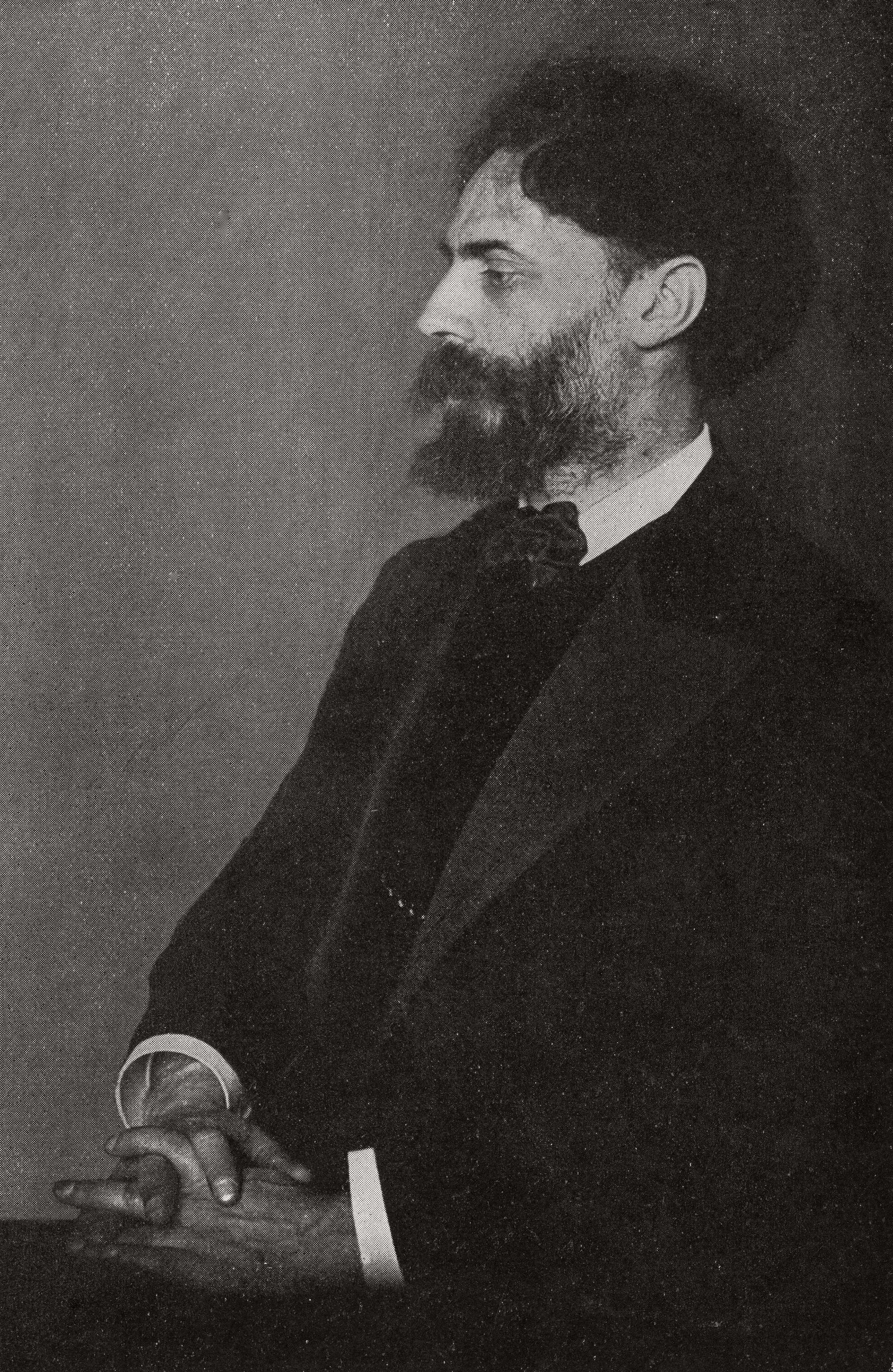
Alfred Nossig

ألفريد نوسيج (18 أبريل 1864 - 22 فبراير 1943، Alfred Nossig) كان كاتبا وفنانا إحصائيا يهوديا بولنديا، ومن أوائل مفكري الحركة الصهيونية، خلال الحرب العالمية الثانية تورط في التعاون مع السلطات النازية في بولندا واتهم بالعمل لصالح الجيستابو في جيتو وارسو، وقد يكون هذا التورط سبب تجاهله في الأغلبية الساحقة من كتب تاريخ الحركة الصهيونية.
ولد نوسيج عام 1864 في مدينة لفيف (اليوم في أوكرانيا)، وقد تلقى تعليما متنوعا في مجالات مختلفة منها العلوم الطبيعية، الطب، الفلسفة والقانون. في البداية كان نوسيج من اليهود الساعين إلى الاندماج في المجتمع البولندي العام، ولكنه غير آراءه في مكانة اليهود المرغوب فيها وتبنى أفكار شبيهة بالأفكار الصهيونية.
في عام 1887 نشر كتاباً بعنوان «محاولة لحل المسألة اليهودية»، اقترح فيه إنشاء دولة يهودية في فلسطين والدول المجاورة. وكان لهذا الكتاب أثر عميق على المثقفين اليهود في أوروبا.
شارك ألفريد نوسيج في المؤتمرات الصهيونية، وأسس عام 1908 منظمة استيطانية تسمى «إيكو» للتعجيل بنقل اليهود. وقد دفعه تحمسه لنقل اليهود إلى فلسطين إلى التعاون مع النازيين، فعمل كمخبر للسلطات النازية إبان الحرب العالمية الثانية لتسهيل نقل اليهود إلى فلسطين.
اكتشف أعضاء المقاومة اليهودية في جيتو وارسو تعاونه مع النازي وأنه عضو في الجستابو، فحكم عليه بالإعدام رميا بالرصاص ونفذ الحكم في 22 فبراير عام 1943.